# 马尔科·阿罗普
马尔科·阿罗普，OLY（1998年9月20日—），加拿大男子田径运动员，2017年泛美20岁以下田径锦标赛男子800米银牌得主、2019年泛美运动会男子800米金牌得主、2022年世界田径锦标赛男子800米铜牌得主。